# Межиріцький заказник
Межиріцький заказник — ландшафтний заказник місцевого значення в Україні. Об'єкт розташований на території Лебединського району Сумської області, на північ від села Межиріч. 
Площа — 40,7 га, статус отриманий у 2019 році.
Охороняється яружно-балковий комплекс правого корінного берега  річки Псел. Глибоко врізані балки утворюють мальовничі ландшафти. У заказнику зростає глід український, занесений до Європейського червоного списку. 
Трапляються види тварин, занесені до Червоної книги України та міжнародних природоохоронних списків: жук-олень, бджола-тесляр звичайна, квакша звичайна, а також регіонально рідкісні богомол звичайний, вогнівка тріскуча, аргіопа тигрова.